# マックスファクター
- プロクター・アンド・ギャンブル > （P&Gジャパン > P&Gプレステージ） > マックスファクター
- Coty, Inc. > マックスファクター

マックスファクター（Max Factor）は、ポーランド系ユダヤ人の実業家、マックス・ファクター（1877年 - 1938年）が、1909年に設立した化粧品メーカーである。
1991年からはプロクター・アンド・ギャンブル（P&G）の化粧品ブランドとなっていたが、現在は米国の香水メーカー・コティの化粧品ブランドになっている。

## 概要
1909年、ロシアのボリショイ・バレエのビューティーアドバイザーであったマクシミリアン・ファクトロヴィッチ(渡米後にマックス・ファクターと改名)がハリウッド（アメリカ・ロサンゼルス）に、化粧品・演劇用品店「マックスファクター」を開店したのが始まりである。ファクターはアメリカに渡った後、ハリウッド映画の黎明期に美容アドバイザーとして活躍し、生み出した数々のメークアップ製品は映画スターに愛用され、広く知られるようになった。マスカラやリップブラシなど今では馴染み深い化粧品の多くは、マックスファクター1世によって生み出されたものである。
また、「メークアップ」という言葉は、常に現状に満足できなかった彼の「Make Up（もっと美しい表情を）」の台詞が、後に「化粧する」という意味で使われるようになったものである。
マックスファクターは1986年以降、アメリカの化粧品会社、レブロンの傘下にあったが、1991年、プロクター・アンド・ギャンブル（P&G）が1.5億ドルで買収した。
2009年にマックスファクターは、誕生から100周年を迎えた。
2009年、P&Gは、販売が低迷する本国アメリカ市場でのマックスファクター・ブランドの販売から 2010年の第1四半期をもって撤退、ロシアやイギリスを始めとする国際市場での販売に集中することを発表した。
そして2015年7月、P&Gがマックスファクター・ブランドを他の43ブランドと一緒に、125億ドル（約1兆5000億円）でコティに売却した。

## 日本での展開
マックスファクターは第二次世界大戦以前から日本に進出しており、1949年に東京に総代理店がおかれ、1953年に日本法人としてマックスファクター株式会社が発足している。
1971年に滋賀工場を建設し、日本国内で販売される製品の生産と共に新製品の開発をおこなった。1980年には無香料の化粧品シリーズ「リビングプルーフ」、酵母が発酵する過程で発生する成分を利用した「SK-II」を発売した。
1991年にプロクター・アンド・ギャンブル（P&G）がマックスファクターを買収し、その傘下となった。1993年、兵庫県神戸市六甲アイランドにP&G日本支社/テクニカルセンターを竣工し、本社も神戸に移転した。
2006年、会社法施行で新たに誕生した会社形態である合同会社に改組され、P&Gマックスファクター合同会社となった。
2015年7月、P&Gはマックスファクターを含む43の美容ブランドを約125億ドル（約１兆5000億円）でコティ（Coty）に売却することに合意した。P&Gマックスファクター合同会社は、2016年8月1日より社名をP&Gプレステージ合同会社に変更し、「マックスファクター」ブランドは店頭在庫のみで日本での販売を終了することを発表した。